# 乔治·费舍尔
乔治·迈尔斯·科德尔·费舍尔（英語：George Myles Cordell Fisher，1940年11月30日—），是美国的企业高管，曾担任伊士曼柯达公司首席执行官。